# Синдром Поланда
Синдром Поланда, или Синдром Польши — это врожденный синдром, характеризуемый недоразвитием грудной мышцы и короткими сросшимися пальцами с одной стороны тела.Также могут быть укорочены рёбраa, уменьшен подкожно-жировой слой и аномалии сосково-ареолярного комплекса на одной стороне тела. Дефект обычно наблюдается справа. Причина синдрома Поланда точно неизвестна. Одна из теорий развития предполагает, что причиной возникновения синдрома является нарушение кровотока во время эмбрионального развития. Синдром обычно возникает спорадически и никакие гены, способствующие болезни не идентифицированы. Лечение синдрома зависит от его тяжести и может включать хирургическую коррекцию. Синдром поражает примерно 1: 20,000 новорождённых, причём встречается у мужчин в 2 раза чаще чем у женщин. Синдром назван в честь английского хирурга сэра Альфреда Поланда, который описал его, когда он был студентом в 1841.

## Симптомы
Ниже приведён список распространенных побочных эффектов, разделённых по частоте проявления.

### Более часто
- Поражение большой грудной мышцы (аплазия всей мышцы или только её грудино-рёберной части)
- Поражение малой грудной мышцы, передней зубчатой, ромбовидной, трапециевидной,
- широчайшей мышцы спины, прямой мышцы живота.
- Отсутствие передней части рёбер/гипоплазия рёбер.
- Истечение подкожно-жировой клетчатки на стороне поражения[1].
- Дефицит волос на грудной клетке и подмышечной впадине.
- Односторонняя синдактилия
- Аномалия развития грудной железы и сосково-ареолярного комплекса, гипомастия,
- гипотелия

### Менее часто
- Килевидная или воронкообразная деформвция рёбер.
- Дефекты ребра могут привести к формированию грыжи лёгкого и парадоксальному дыханию.
- Сколиоз.
- Амастия, ателия и полителия.
- Болезнь Шпренгеля.

## Этиология и патогенез
Причина синдрома Поланда неизвестна. Однако преобладающей теорией является прерывание эмбрионального кровоснабжения по подключичной и/ или позвоночной артерии примерно на 46ом дне эмбрионального развития. Подключичные артерии обычно снабжают кровью эмбриональные ткани, которые дают начало грудной стенке и руке. Различия в месте и степени нарушения могут объяснить спектр симптомов, которые возникают при синдроме Поланда. Апикальный эктодермальный гребень также может быть связан с этим синдромом. Считается, что редкие случаи синдрома Поланда (около 1 %) вызваны генетическим изменениями, однако связанных с ними генов выявлено не было.

## Диагностика
Синдром Поланда обычно диагностируется при рождении на основании физических характеристик. Методы визуализации, такие как КТ, могут выявить степень поражения мышц. Синдром различается по степени тяжести и, как таковой, иногда не диагностирован до полового созревания, когда становится очевидным асимметричное развитие.

## Лечение
Выбор тактики лечения пациентов с синдромом Поланда определяется тяжестью анатомно-функциональных нарушений, возрастом, полом и желанием пациента. Если дефект ограничен мягкими тканями, то реконструктивные вмешательства выполняются лишь из эстетических соображений. Если у пациента имеются дефекты ребер, грудины, парадоксальное дыхание, то для улучшения функции легких, предотвращения прогрессирования дыхательной недостаточности, защиты органов средостения требуется выполнение реконструктивных вмешательств, направленных на восстановление каркаса грудной клетки. Aвторы научных статей расходятся во мнении об оптимальных сроках реконструктивных вмешательств: одни считают что операции следует проводить по окончанию подросткового возраста, тогда как другие описывают хорошие результаты лечения детей более раннего возраста.
Методы коррекции деформации грудной клетки можно разделить на следующие группы:
- Восстановление контуров грудной клетки
- Реконструкция грудной железы
- Восстановление каркасной функции грудной клетки

Для реконструкции наиболее часто предпочитают пересадку широчайшей мышщи спины в позицию большой грудной мышцы. В литературе описаны единичные случаи использования свободных аутотрансплантантов для реконструкции из-за высоково процента осложнений. Альтернативным методом эстетической коррекции грудной клетки является использование силиконовых имплантов. другим методом косметической коррекции является микроинъекционная аутотрансплантация жировой ткани (линофилинг).

## Эпидемиология
Синдром Поланда встречается мужчин в 2-3 раза чаще, чем у женщин, и поражает правую сторону тела в два раза чаще, чем левую. Различия в полах являются индикатором того, что синдром может иметь генетический компонент, который может быть рецессивным, сцепленным с полом. Синдром Поланда присутствует у от 1 на 10 000 до 1 на 100 000 новорождённых.

## История
Название синдрому дал в 1962 году Патрик Кларксон, британский пластический хирург новозеландского происхождения, работавший в больницах Guy’s Hospital и Queen Mary’s Hospital в Лондоне. Он заметил, что у трех его пациентов была как деформация руки, так и недоразвитая грудь с одной и той же стороны. Он обсудил это со своим коллегой в больнице Guy’s Hospital, доктором Филиппом Эвансом, который согласился, что синдром «не был широко признан». Кларксон нашел ссылку на похожую деформацию, опубликованную Альфредом Поландом, английским хирургом, более ста лет назад вотчетах больницы Guy’s Hospital, в 1841 году. Кларксон назвал синдром в честь Поланда.